# Вулиця Вокзальна (Полтава)
Вулиця Вокзальна — одна з вулиць Полтави, розташована у Київському районі, пролягає від вулиці Зіньківської до залізничного вокзалу Полтава-Київська. Прокладена на початку ХХ століття, мала назву вулиця Привокзальна. З 1950-х по 2023 рік вулиця мала назву на честь  Степана Кондратенка (1906—1942). У 2023 році вулицю перейменували на Вокзальну.
В кінці вулиці Вокзальна у 1955 році за проєктом архітектора 3. Котлярової відбудовано залізничний вокзал станції Полтава-Київська, протягом 60—70-х років XX століття здійснено забудову 5-поверховими житловими будинками.